# 医療関連サービス
医療関連サービス（いりょうかんれんサービス）は、医師・歯科医師が行う医行為や医療資格者が行うとされている医療サービス以外の民間に委託が可能なさまざまなサービスのこと。
医療関連サービスのうち検体検査、滅菌消毒、患者給食、患者搬送、医療機器の保守点検、医療用ガス供給設備の保守点検、寝具類洗濯、院内清掃については医療法施行規則第9条において受託する業務を適正に行う能力のある者の基準が定められている。

## 解説
一般財団法人医療関連サービス振興会（平成2年12月20日設立）では医療関連サービスは寝具類洗濯・賃貸、検体検査、滅菌・消毒、院内清掃などの「院内業務代行」と在宅医療機器保守点検・レンタル、患者食宅配など在宅医療の需要にこたえるための「在宅医療・患者サポート」に分けている。
- 医療関連サービスは市場メカニズムによって提供される。専門業者またはサービス提供業者が市場競争を行うことによって、患者や住民がより質の高いサービスを受けられるようになることが期待されている。
- 医療機関にとっては市場からより安く調達することができるので医業経営効率化が必要になる場合、診療報酬価格が引き下げられた場合等に医療関連サービスの利用が検討される。
- 医療機関が必ずしも手がけない分野も開拓されており、介護・福祉サービスの充実や効率化に寄与している。

## 医療関連サービスマーク
医療関連サービスを提供する事業者・施設について認定要件（認定基準や事業者の資格要件等）を審査、認定されたとき表示することができるシンボルマーク。一般財団法人医療関連サービス振興会が運用している制度。医療機関等が医療関連サービスを調達するときの目安となる。